# Pygargue empereur
Pour les articles homonymes, voir Pygargue (homonymie).
Haliaeetus pelagicus
Espèce
Statut de conservation UICN

 VU C2a(ii) : Vulnérable
Synonymes
- Aquila pelagica Pallas, 1811

Statut CITES
Le Pygargue empereur ou Pygargue de Steller (Haliaeetus pelagicus) est une espèce asiatique de rapaces appartenant à la famille des Accipitridae.

## Sous-espèces
D'après Alan P. Peterson, il existe deux sous-espèces :
- Haliaeetus pelagicus niger (Heude, 1887) ;
- Haliaeetus pelagicus pelagicus (Pallas, 1811).

## Description

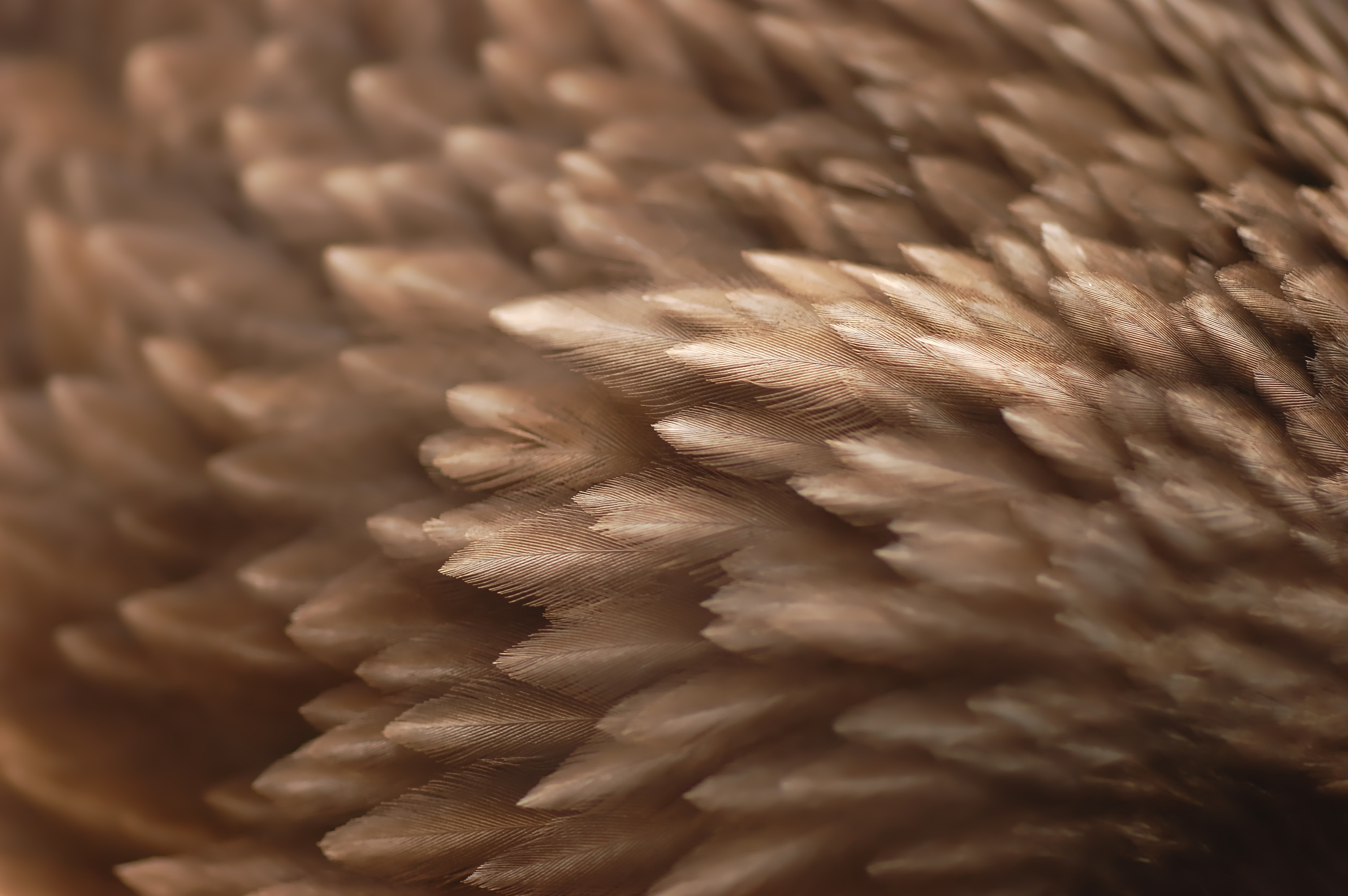
Plumes du cou et de la tête de Haliaeetus pelagicus

Le pygargue empereur est l'un des plus grands rapaces connus, avec la harpie féroce : il pèse 8 kg en moyenne.
Piscivore, il mange principalement du saumon, mais la force de ses pattes et de son bec lui permet de tuer des proies comme un renard polaire ou un petit phoque.
Il se rencontre sur les côtes de la mer de Béring et peut vivre jusqu'à 50 ans. Il migre pour l'hiver dans des lieux plus hospitaliers. Sa longévité dépend de son milieu de vie, de son sexe, ou encore de sa taille.

## Reproduction
Les pygargues de Steller ont en général un petit, éclos après une incubation de 38 à 45 jours. Contrairement au pygargue à tête blanche, la parade nuptiale n'est pas spectaculaire. Les couples se forment dès 4 ou 5 ans et restent fidèles toute leur vie.

## Répartition

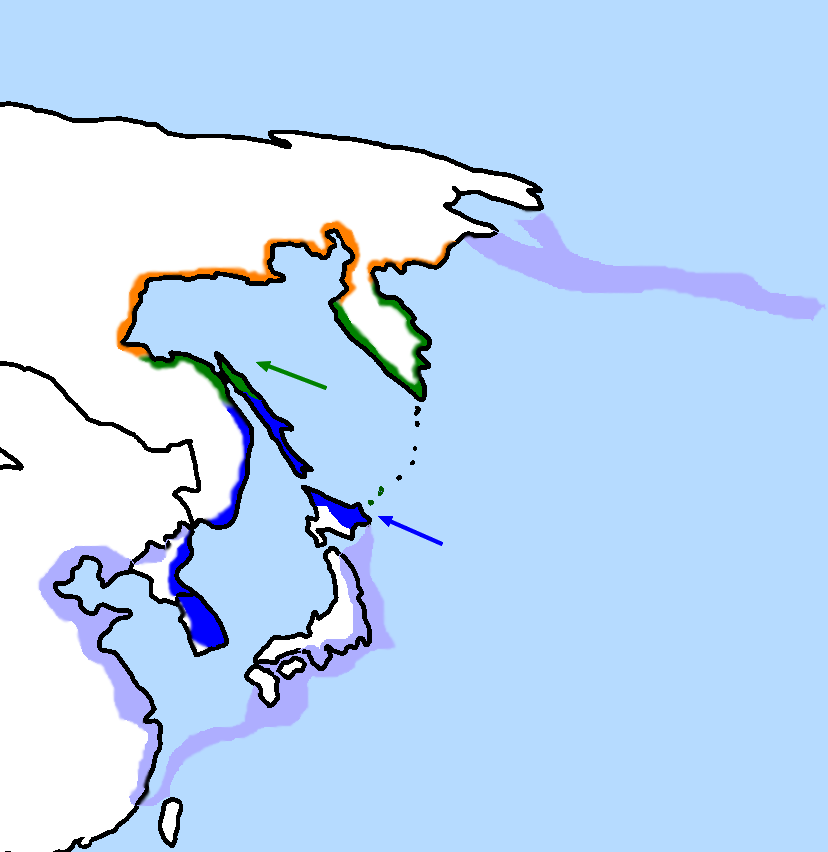
Habitat permanent
Zones de nidification
Habitat d'hiver
Zones de vagabondage

## Galerie

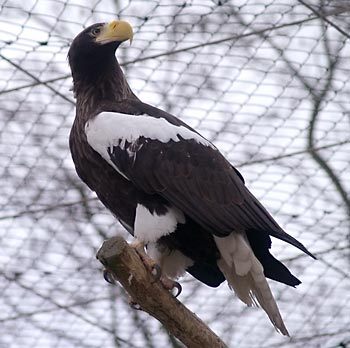
Adulte
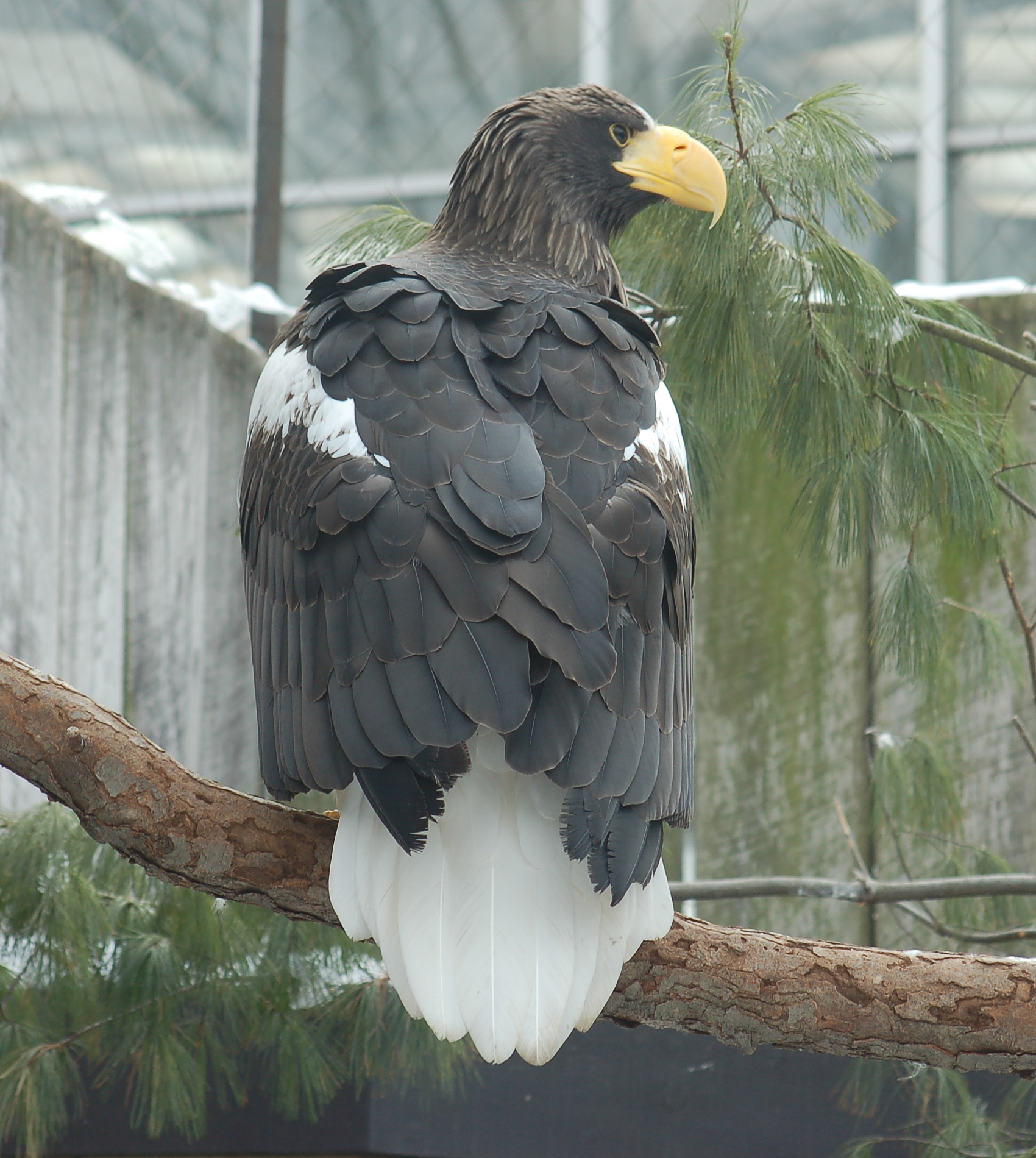
Adulte
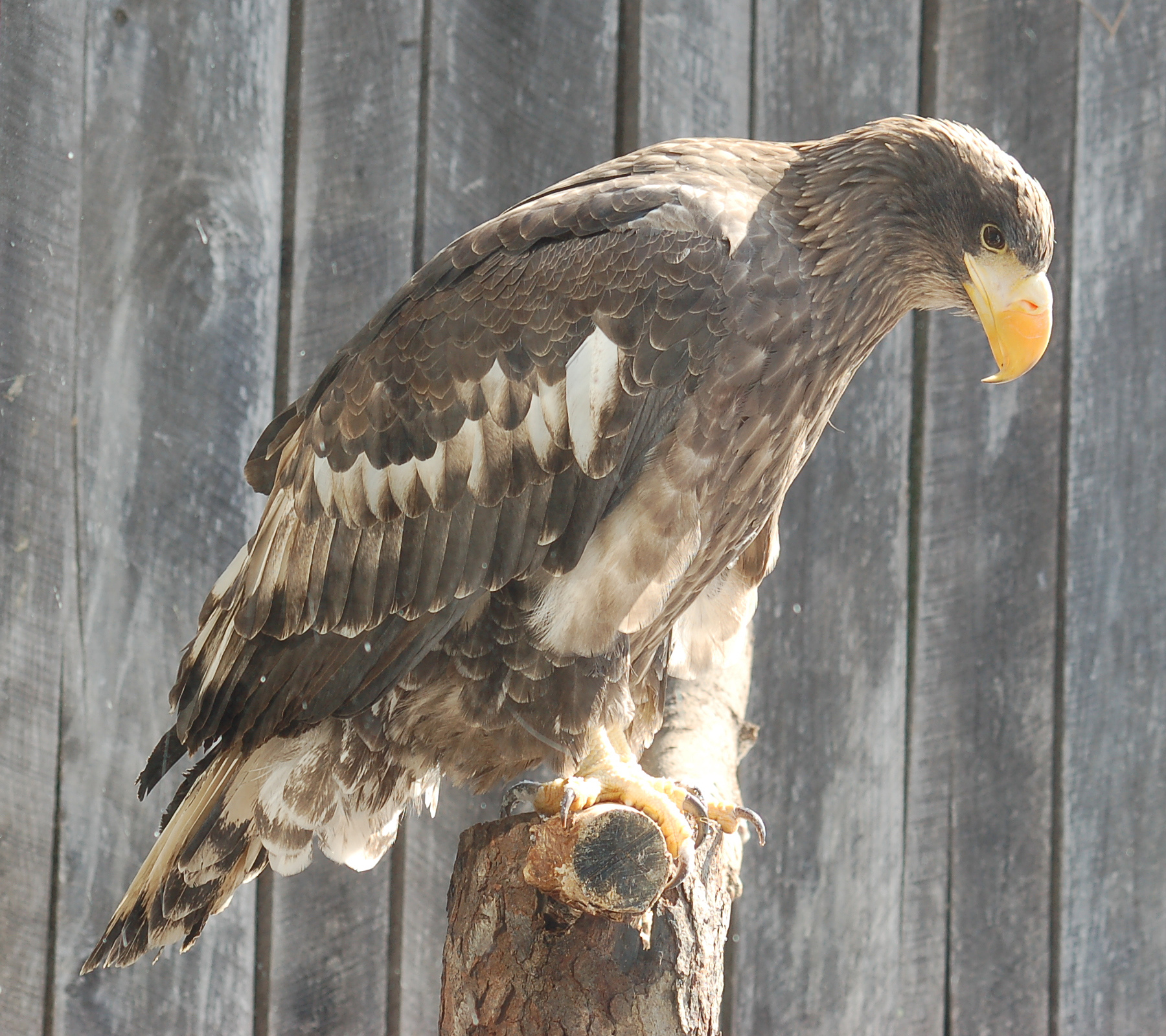
Juvénile
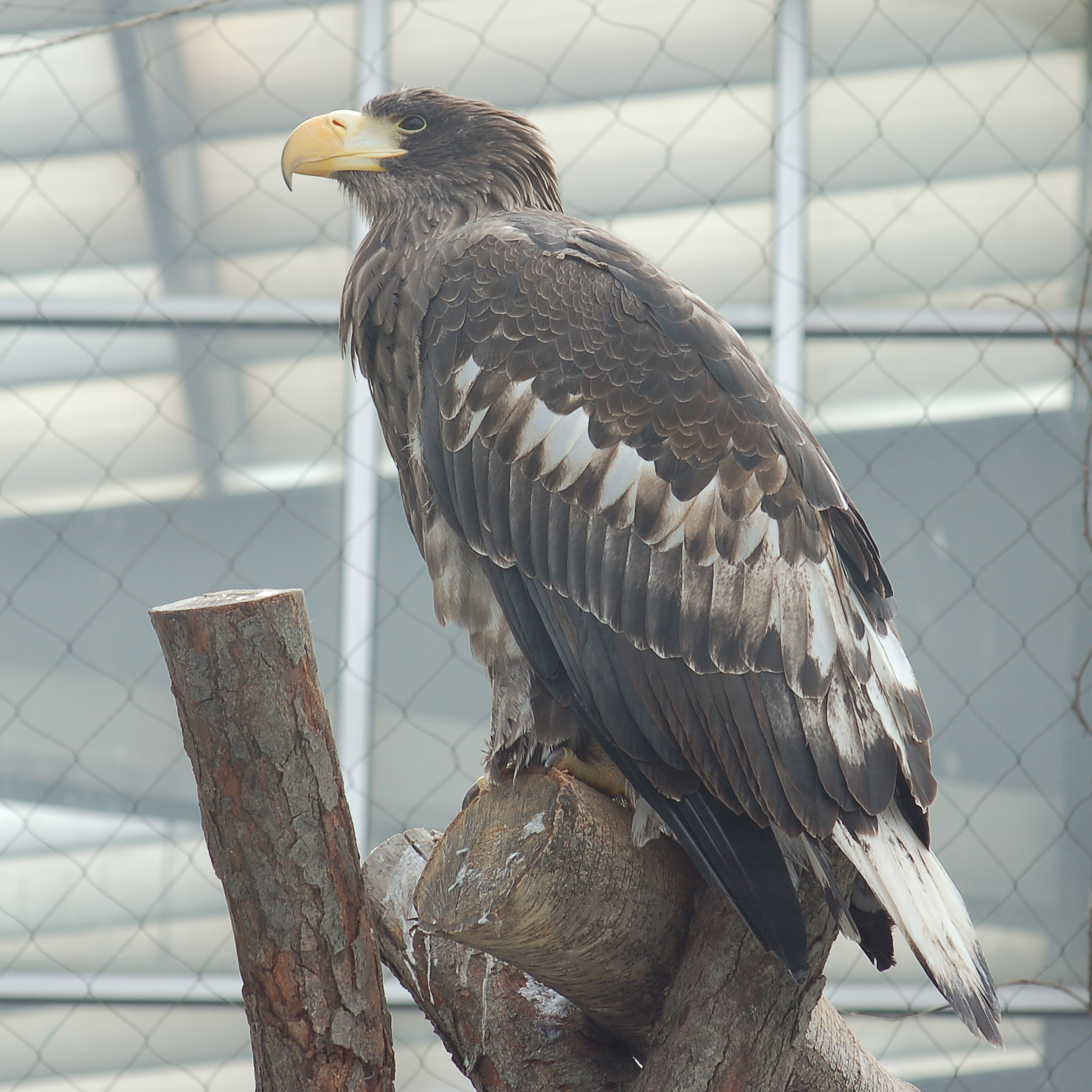
Juvénile
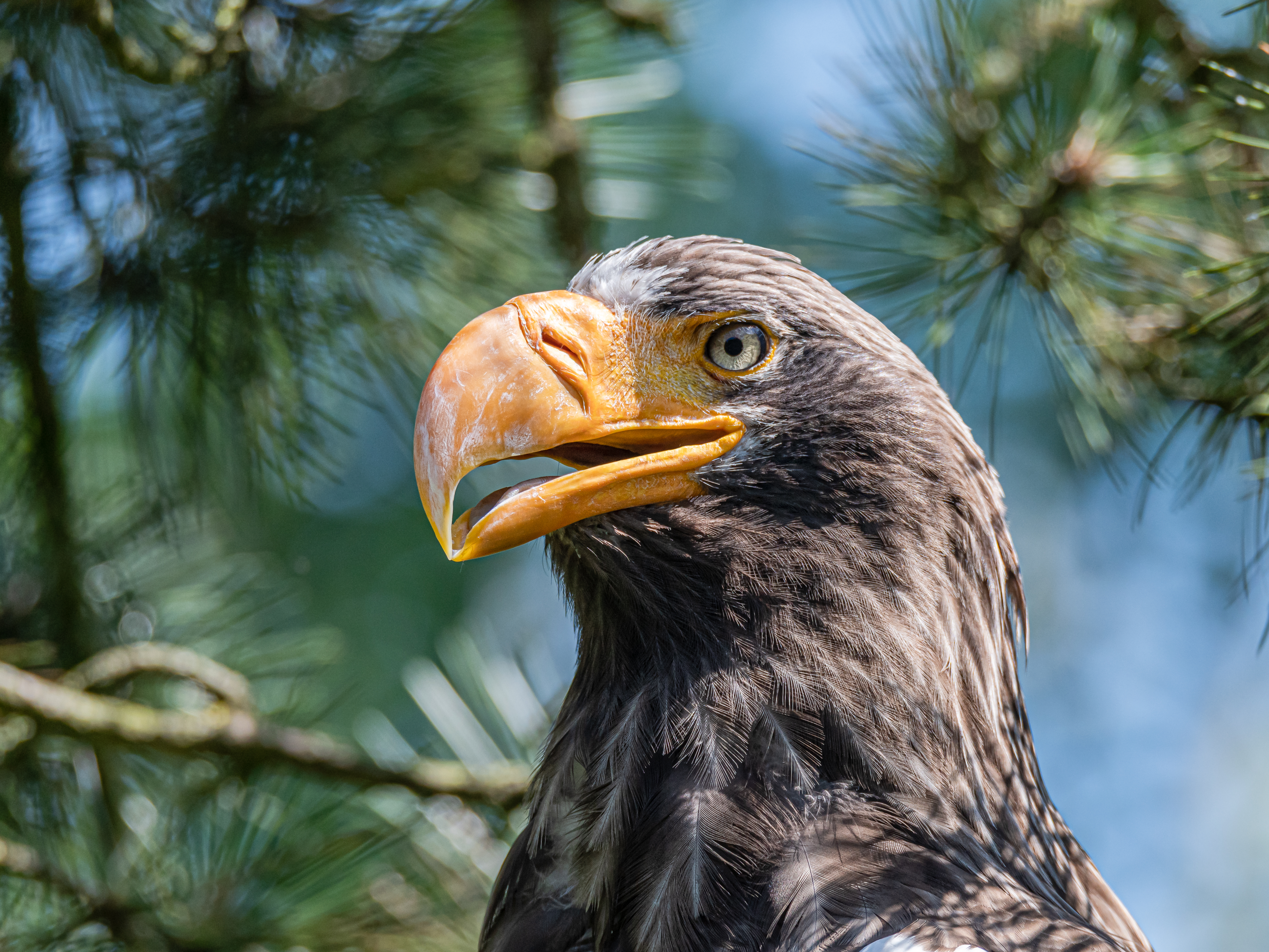
Sans doute adulte.
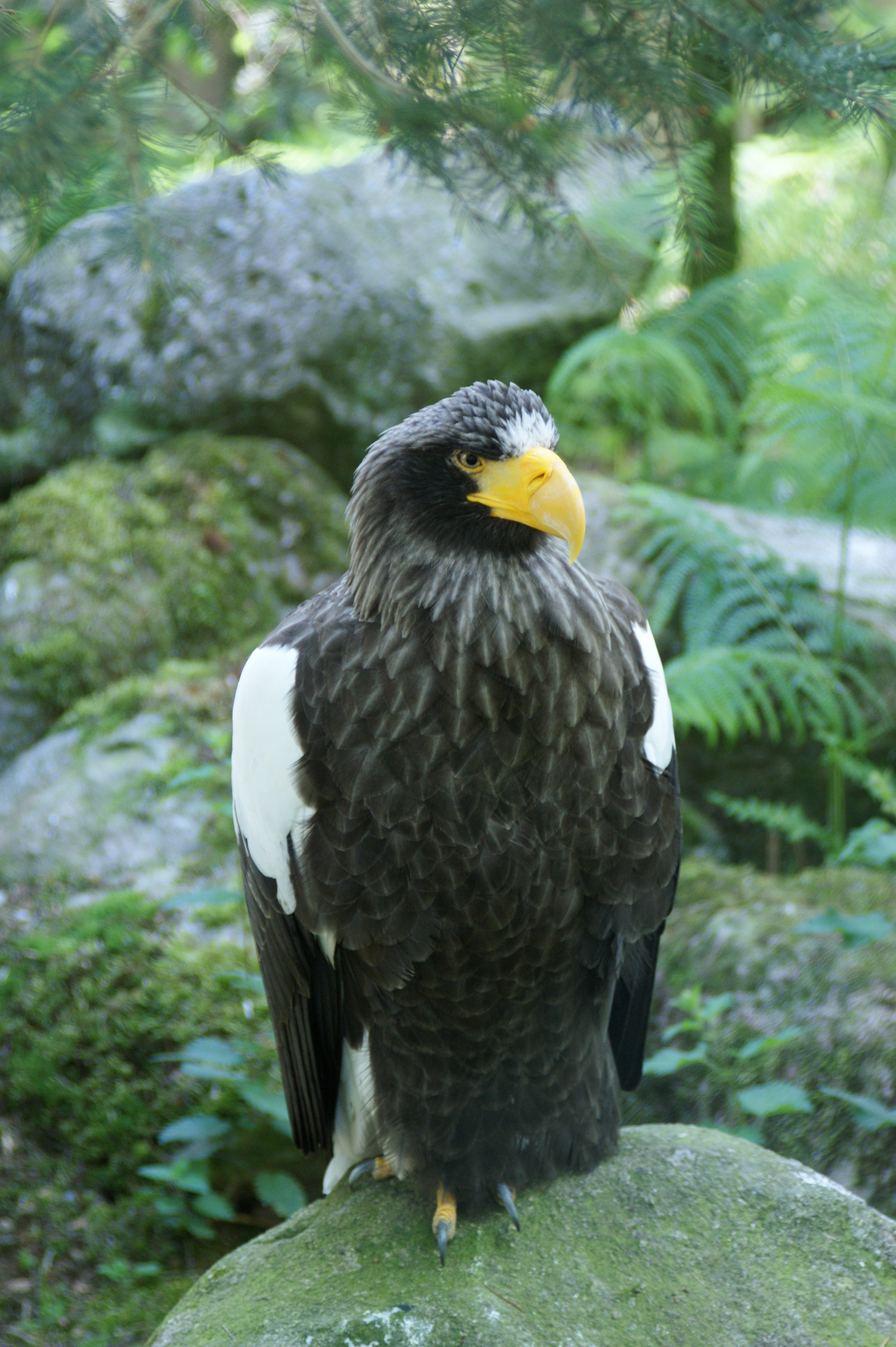
Adulte